# Wentworth-Nord
Wentworth-Nord est une municipalité du Québec (Canada), située dans la municipalité régionale de comté (MRC) des Pays-d'en-Haut dans la région administrative des Laurentides. Ses communautés comprennent Saint-Michel, Laurel et Montfort.

## Histoire

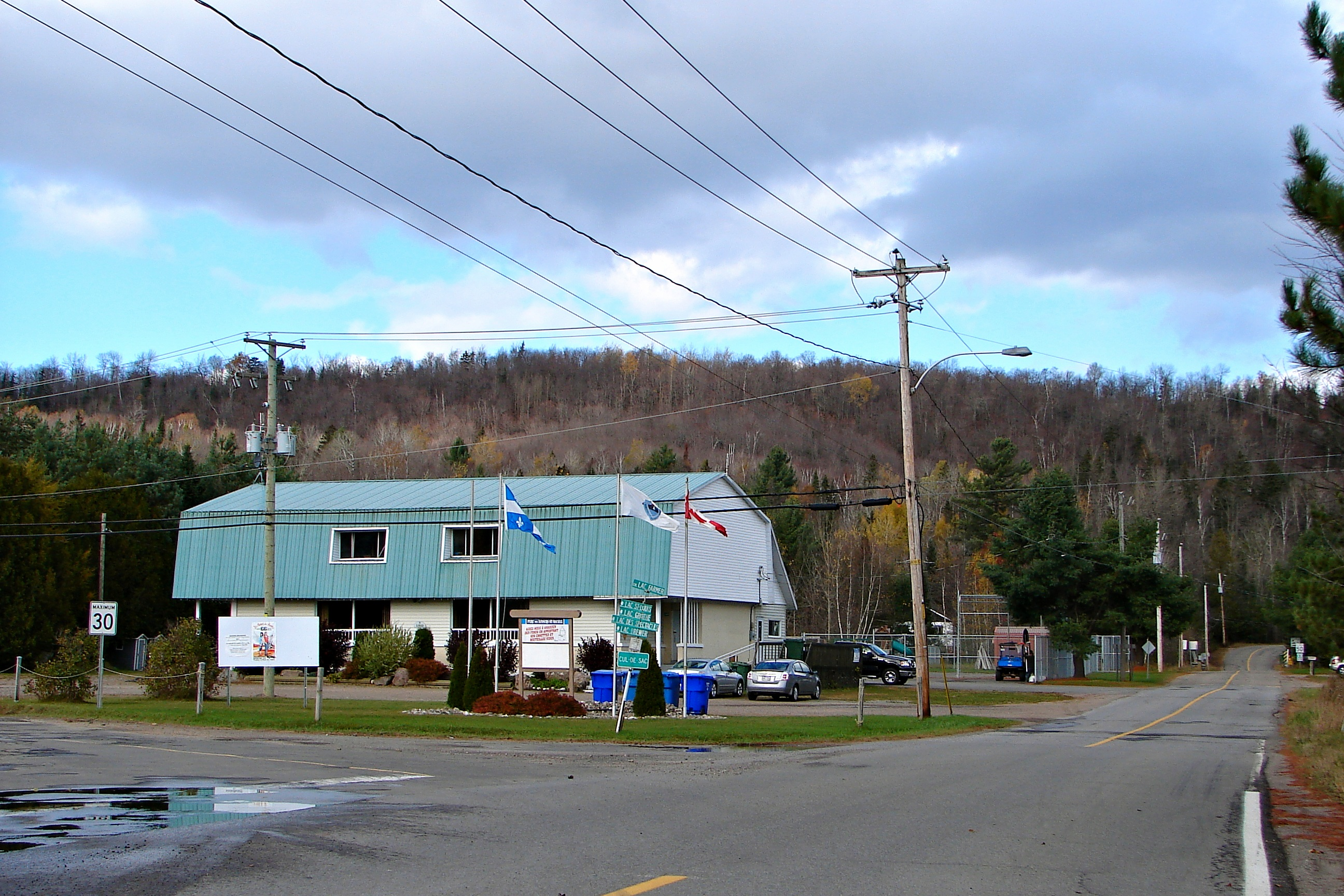
St-Michel-de-Wentworth

À l'origine, le Canton de Wentworth, formé en 1809, comprenait à la fois Wentworth et Wentworth-Nord, dont les histoires respectives furent étroitement liées, jusqu'en 1958, alors que Wentworth-Nord est devenue une municipalité à part entière.
La communauté de Laurel s'est formée à l'arrivée des premières familles originaires d'Irlande entre 1855 et 1860, d'où le qualificatif de Nouvelle-Irlande en mémoire de leur patrie. Le bureau de poste de Laurel fut inauguré en 1886. En 1856, la mission de Wentworth a été créée, et officiellement rebaptisée Saint-Michel en 1884. En 1860, McCluskey ou McClosky Cour fut ouvert, probablement nommé d'après le pionnier James McClosky.
À partir de 1899, plusieurs mines ont été exploitées commercialement: l'extraction de mica (à partir de 1899 et après), de la craie (de 1919 à 1923), de marnes et de graphite. L'activité économique comprend également l'exploitation forestière, l'agriculture et la fabrication de la potasse.
L'ancien village de Montfort abritait autrefois l'Orphelinat agricole de Notre-Dame de Montfort et le Noviciat des Frères Montfortains (celui-ci jusque vers 1940). Ces édifices, ne répondant plus aux normes, furent démolis en 1960.

## Géographie
À partir du lac à la Croix, dans le nord-est de la municipalité, la rivière à Simon coule vers le nord-est.
La rivière de l'Ouest traverse la municipalité du sud-est vers le sud.

### Lacs
La municipalité compte une centaine de lacs.
Le Lac Saint-François-Xavier (45° 52′ 53″ N, 74° 21′ 32″ O) est réputé avoir été nommé d'après François-Xavier Froidevaux. Des travaux, entrepris en 2011, ont restauré la rive naturelle du lac près du Pavillon récréatif et communautaire de Montfort qui occupe les locaux de l'ancienne église Notre-Dame des Nations .
Le Lac Notre-Dame et le Lac Saint-Victor possèdent un environnement naturel magnifiquement préservé. Conservation de la nature Canada y protège de larges secteurs.

## Démographie
| 1991 | 1996  | 2001  | 2006  | 2011  | 2016  | 2021  |
| ---- | ----- | ----- | ----- | ----- | ----- | ----- |
| 789  | 1 039 | 1 121 | 1 353 | 1 440 | 1 381 | 1 672 |

## Administration
Les élections municipales se font en bloc et suivant un découpage de six districts.
| Wentworth-Nord Maires depuis 2005                                                                                    |                     |         |          |
| Élection | Maire               | Qualité | Résultat |
| 2005 | André Genest        |         | Voir     |
| 2009 | André Genest        | Voir    |          |
| 2013 | André Genest        | Voir    |          |
| 2017 | François Ghali      |         | Voir     |
| 2021 | Danielle Desjardins |         | Voir     |
| Élection partielle en italique Depuis 2005, les élections sont simultanées dans toutes les municipalités québécoises |                     |         |          |

## Personnalités liées
Le chansonnier et peintre Tex Lecor, de son vrai nom Paul Lecorre (1933-2017), est né à Saint-Michel-de Wentworth.

## Attraits
Véritable oasis de nature, avec ses nombreux lacs et la forêt environnante, la région attire les vacanciers à leur chalet en grand nombre été comme hiver. Son territoire est traversé par le Corridor aérobique, parc linéaire qui, au long de ses 58 km de sentier, chemine de Morin-Heights à Saint-Rémi-d'Amherst, où il fait jonction avec une piste menant à Mont-Tremblant. Le Corridor aérobique est destiné au cyclisme et à la randonnée pédestre l'été, de même qu'au ski nordique et à la raquette l'hiver. Certaines portions sont également propices à l'usage de la motoneige.

## Éducation
Le district des Pays-d’en-Haut de Commission scolaire des Laurentides
Les Pays-d'en-Haut
- École secondaire Augustin-Norbet-Morin
- Saint-Joseph (Sainte-Adèle), École Saint-Joseph
- École alternative de Sainte-Adèle
- Chante-au-vent (Sainte-Adèle), École Chante-au-Vent
- Marie-Rose (Saint-Sauveur)
- De la Vallée (Saint-Sauveur), École primaire de Saint-Sauveur

- Mgr-Ovide-Charlebois (Sainte-Marguerite-Estérel)
- Mgr-Lionel-Scheffer (Sainte-Marguerite-Estérel)

Le district 5 de la
Commission scolaire de la Rivière-du-Nord
MRC d'Argenteuil
Primaires
- Bouchard (205 élèves)
- Dansereau/Saint-Martin (203 élèves)
- l'Oasis (238 élèves)
- Saint-Alexandre (263 élèves)
- Saint-André (184 élèves)
- Saint-Hermas (65 élèves)
- Saint-Julien (436 élèves)
- Saint-Philippe (181 élèves)

Secondaires
- École polyvalente Lavigne (1016 élèves)
- Le Tremplin (65 élèves)

La Commission scolaire Sir Wilfrid Laurier administre les écoles anglophones:
- École primaire Laurentian (dessert la majorité des parties de la ville) située à Lachute[6].
- École primaire Morin-Heights (dessert une partie) située à Morin-Heights[7].
- École secondaire Laurentian Regional (en) à Lachute[8].